# 双环［3.3.0］辛烷
双环[3.3.0]辛烷是一种有机化合物，化学式为C8H14。它可以三氟甲磺酸环辛-1-烯酯和三乙基硅烷为原料反应得到。它和溴在110 °C反应，可以得到1R,3S,4S,6R-四溴-1,2,3,4,5,6-六氢戊搭烯。